# توماس مندز
توماس مندز (انگلیسی: Tomás Mendes؛ زادهٔ ۲۱ نوامبر ۲۰۰۴) بازیکن فوتبال اهل اسپانیا است که در پست هافبک دفاعی برای باشگاه آلاوز بی اسپانیا بازی می‌کند.
وی همچنین در تیم‌های ملی فوتبال زیر ۱۵ سال اسپانیا، زیر ۱۶ سال اسپانیا، و زیر ۱۸ سال اسپانیا بازی کرده‌است.